# Jankovice (okres Uherské Hradiště)
Jankovice (německy Jankowitz) jsou obec v okrese Uherské Hradiště ve Zlínském kraji, jedenáct kilometrů severozápadně od Uherského Hradiště v pohoří Chřiby. Žije zde 454 obyvatel. Obcí protéká Jankovický potok.

## Historie
Obec založil 1. února 1648 majitel napajedelského panství hrabě Jan z Rottalu a po něm byla i pojmenována jako Janíkovice. Dnešní název dostala v roce 1715. V roce 1899 byla zřízena hasičská zbrojnice, 1922 knihovna, 1925 pošta, 1938 telefon, 1948 elektřina, 1950 obecní rozhlas, 1970 kulturní dům, 1979 vodní nádrž a 2009 vodovod. V roce 2011 zde žilo 474 obyvatel.
Na obecní pečeti, používané do roku 1920, byly vyobrazeny tři lípy a okolo nápis Pečeť obce Jankovské.

## Pamětihodnosti
- Kostel Nanebevzetí Panny Marie z let 1839–1841. Na 22 m vysoké věží je umístěn kříž vysoký 1,8 m, vážící 80 kg. Zvon zasvěcený Františku z Pauly ulil olomoucký zvonař Volfgang Adam Straub v roce 1840. Oltářní obraz Nanebevzetí Panny Marie od vídeňského malíře Hanse Zatzky z roku 1886, obraz sv. Josefa na bočním oltáři od stejného autora.
- Kaple sv. Antonína z roku 1906. Nechal ji postavit místní občan Josef Zgarbík.[7]
- U silnice č. 428 asi 3,5 km severně od obce Modrá na hranici katastrů Jankovic a Velehradu se nachází kulturní památka – kamenný blok z hrubozrnného pískovce „Králův stůl“, opředený pověstmi, pokládaný za megalitický dolmen. O tomto kameni existuje zmínka už v listině krále Přemysla Otakara I. z roku 1228.
- Vesnická usedlost čp. 76

## Rodáci
- Antonín Zgarbík (1913–1965), jezuita a oběť komunistické totality

## Galerie

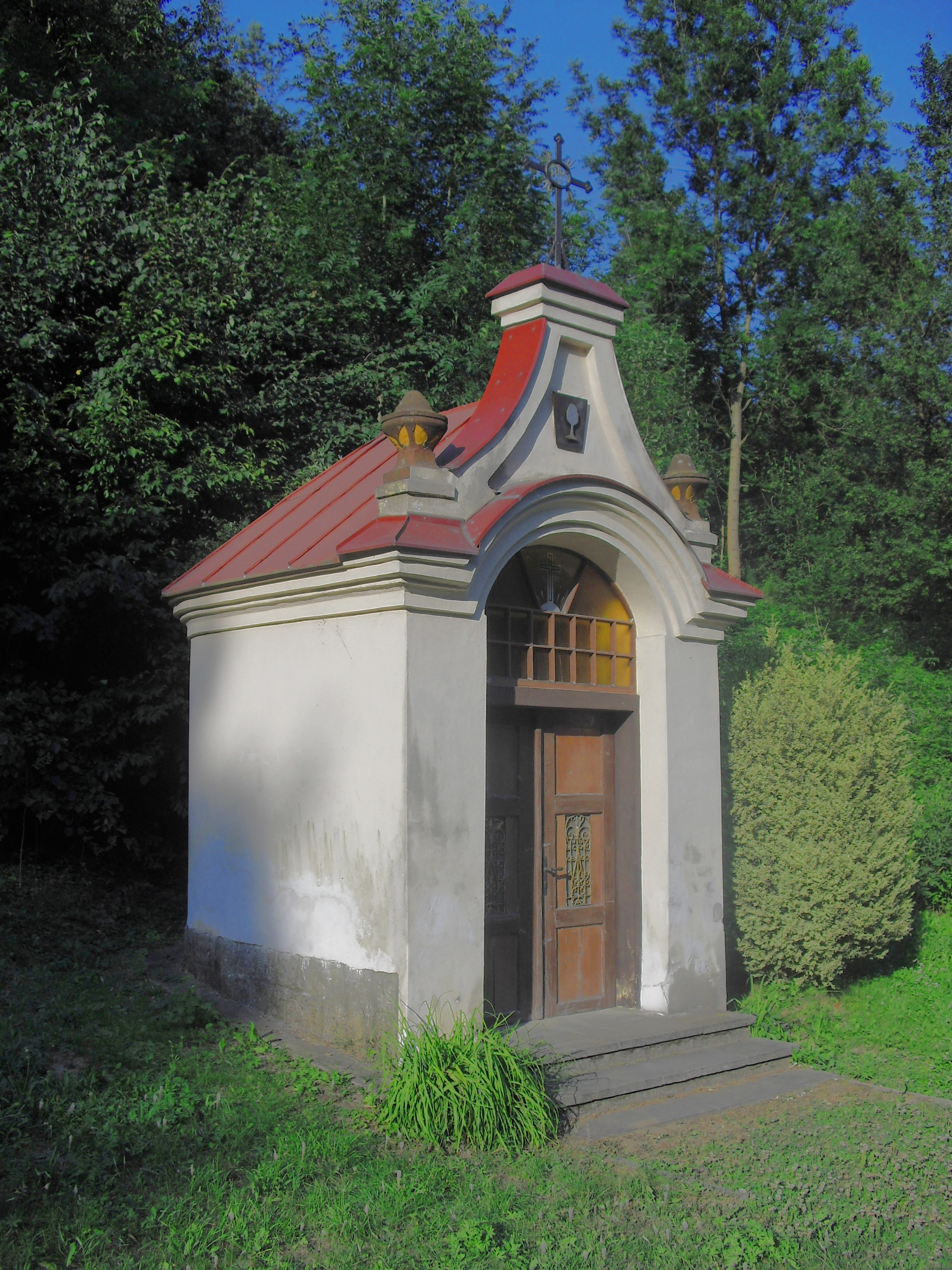
Kaple svatého Antonína z roku 1906
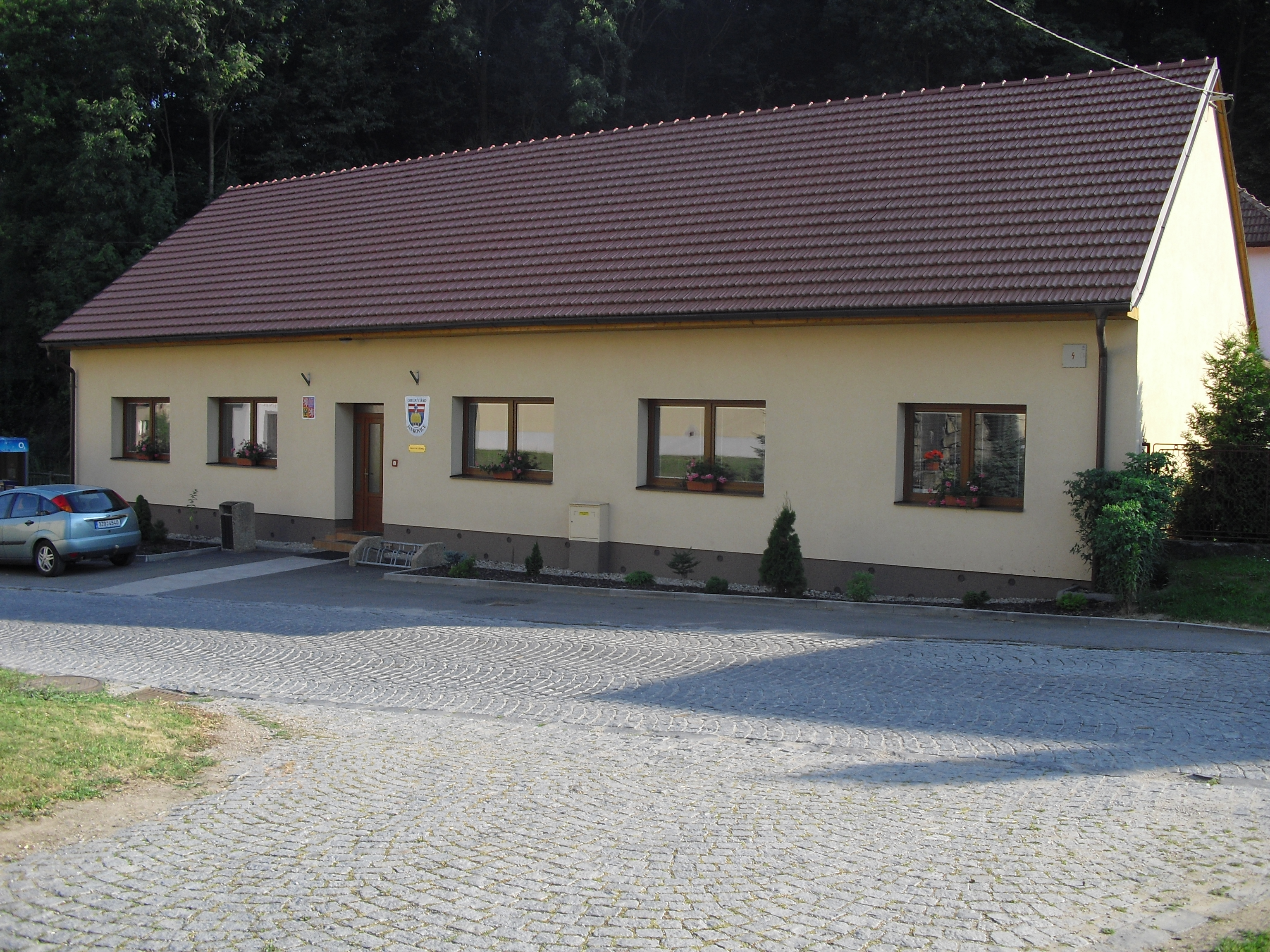
Obecní úřad
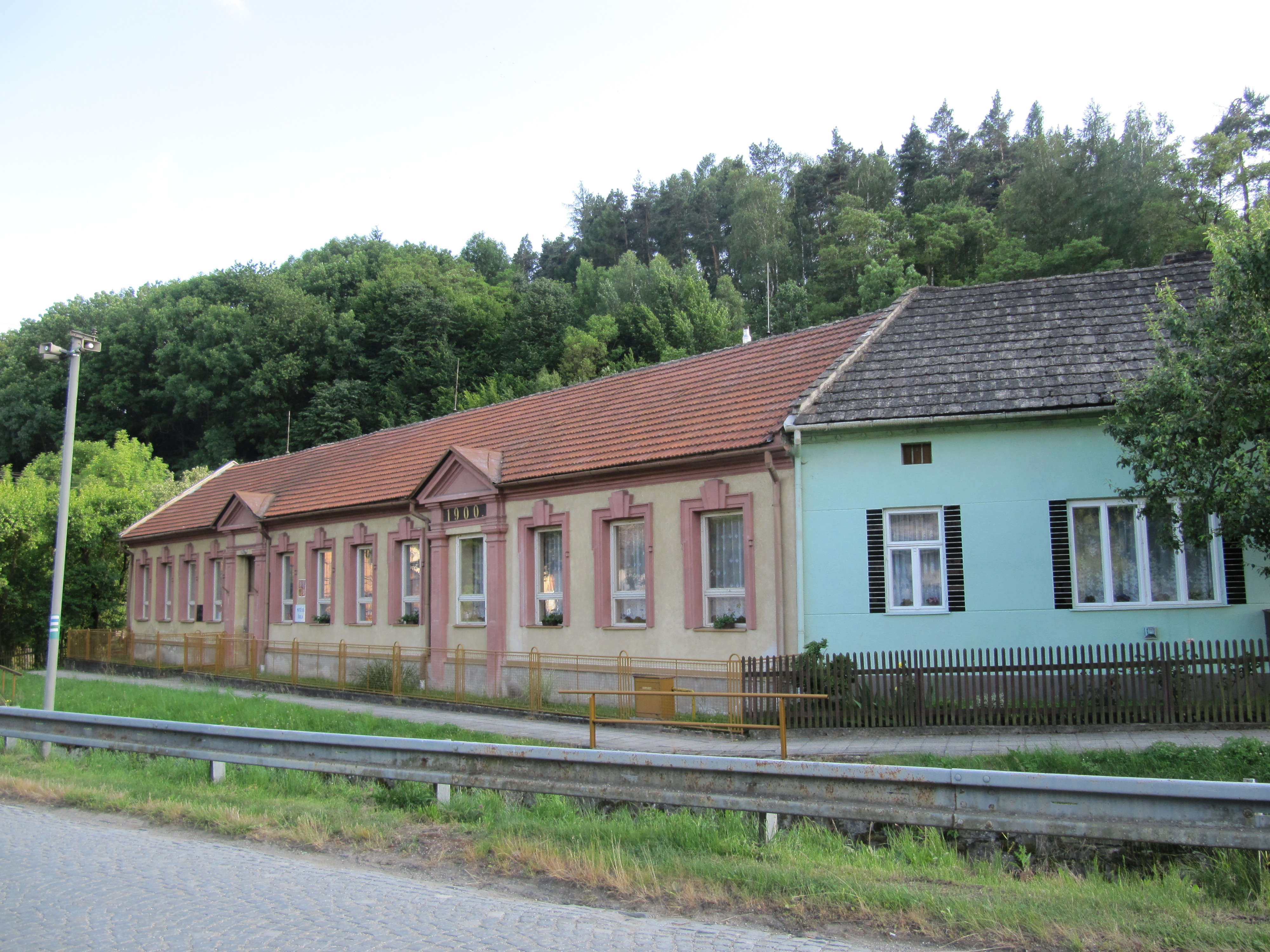
Mateřská škola
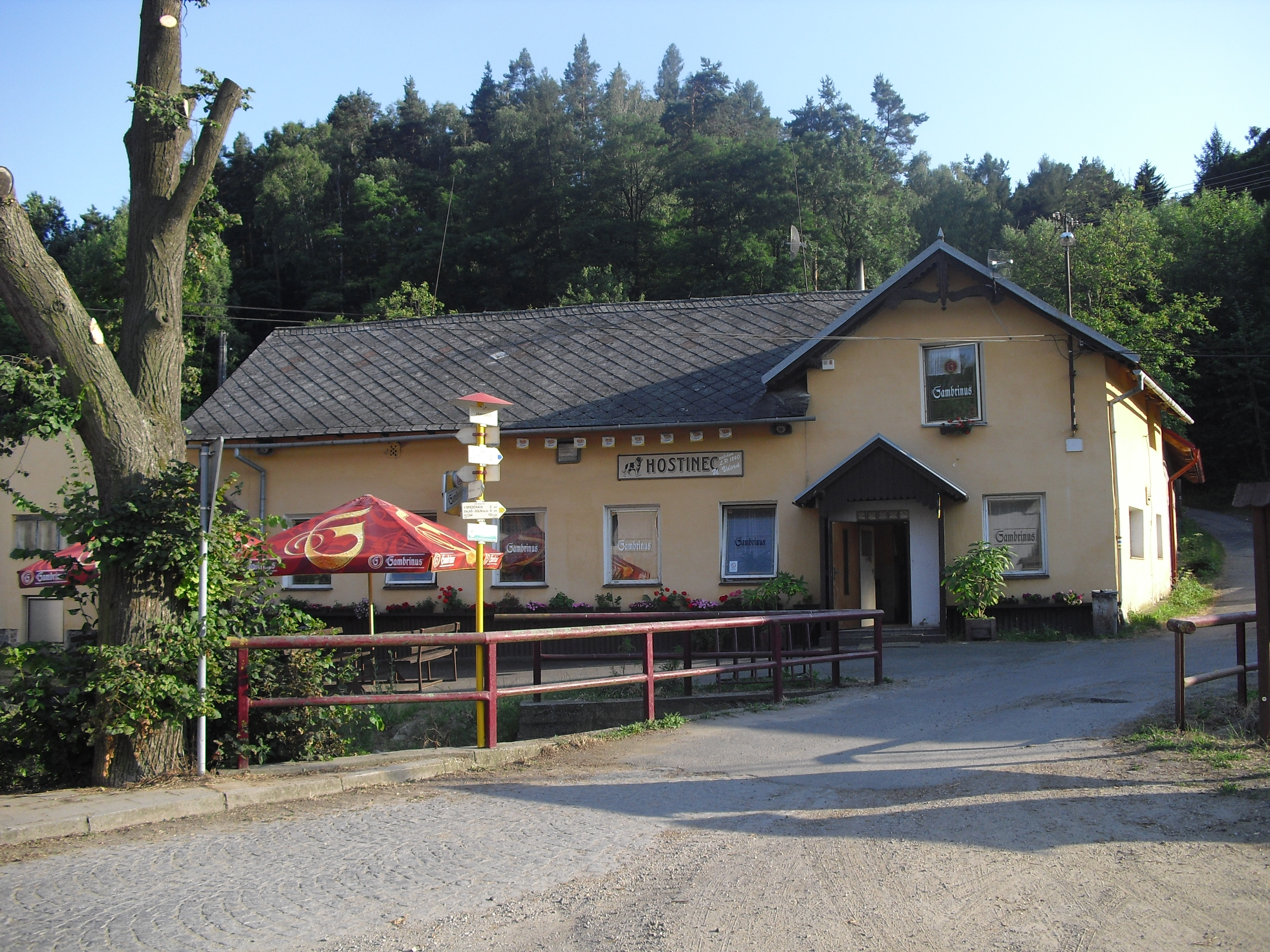
Hospoda